# Osteoartropatia hiperotrófica
A osteoartropatia hipertrófica (HOA) é uma condição médica caracterizada pelo crescimento anormal da pele e dos ossos nas extremidades distais dos membros, que afeta principalmente os dedos das mãos e dos pés. Esta síndrome está frequentemente associada a doenças subjacentes, particularmente as que afetam os pulmões e o coração.
A (HOA) pode ser classificada em primária e secundária. A HOA primária, também conhecida como paquidermoperiostose, é uma doença hereditária de etiologia desconhecida, caracterizada pelo baqueteamento digital (dedos em forma de baqueta de tambor), periostose e alterações cutâneas como espessamento e oleosidade.
A HOA secundária é mais comum e ocorre como resultado de uma doença já existente no indivíduo. Está frequentemente associada a doenças pulmonares crónicas, como cancro do pulmão, doença pulmonar obstrutiva crónica (DPOC) e fibrose pulmonar, bem como a outras doenças extrapulmonares, como doença cardíaca congénita, doença inflamatória intestinal e determinadas doenças hepáticas. Alguns autores indicam que a forma secundária da HOA seja desencadeada por fatores que estimulam o crescimento dos ossos e dos tecidos, como o fator de crescimento endotelial vascular (VEGF) e o fator de crescimento derivado das plaquetas (PDGF).

## Sintomas e sinais
Os sintomas característicos da HOA incluem o aumento dos dedos das mãos e dos pés, periostite e artrite. O baqueteamento manifesta-se como um aumento e um arredondamento visíveis das pontas dos dedos das mãos ou dos pés, que pode levar a alterações na forma e no ângulo das unhas. A periostite provoca dor e sensibilidade ao longo dos ossos afetados, normalmente nos ossos longos, como o rádio, o cúbito e a tíbia. Além disso, o individuo pode sentir dor e inchaço nas articulações e, consequentemente, evidenciar os sintomas de outras doenças artríticas

## Diagnóstico
O exame físico é crucial no diagnóstico de HOA, sendo que a deformidade bulbosa das pontas dos dedos é única. A unha adota uma foma convexa (unha de cristal de relógio) e a pele torna-se fina e brilhante.
Os dedos também são frequentemente afetados, contudo, as alterações iniciais são mais difíceis de diferenciar, devido à abertura da ponta normal do dedo. É de realçar que, na maioria dos casos, o baqueteamento ou dedos em forma de baqueta de tambor, é a única manifestação da síndrome.
A formação de osso novo periosteal nos ossos tubulares é uma característica da HOA, que se assemelha a outras condições médicas na aplicação do diagnóstico diferencial e vai depender da atividade e da duração da doença. Na fase inicial da doença, poucos ossos são afetados e a periostose, é limitada às diáfises com uma configuração monolítica, enquanto a expressão da doença com longa duração, provoca periosteose generalizada que envolve a metáfise e a epífise com uma configuração irregular.
A utilização de radiografias, é de extrema importância para a avaliação da Osteoartropatia Hipertrófica, pois estas podem revelar anormalidades. Os critérios diagnósticos para HOA são a presença combinada de baqueteamento e evidência radiográfica de periostose dos ossos tubulares.
O baqueteamento de longa duração é caracterizado por um processo de remodelação óssea que geralmente assume a forma de acro-osteólise que são observadas primeiro nos dedos dos pés. A proliferação periosteal é um processo evolutivo ordenado que depende da cronicidade da doença. Esta progride em três dimensões: número de ossos afetados, local de envolvimento de um dado osso e forma da aposição periosteal. Em casos menos severos, poucos ossos são afetados (geralmente tíbias e fíbulas), a periostose é limitada à diáfise e tem uma configuração de monocamada. Em casos avançados, todos os ossos tubulares são afetados e além da diáfise, a metáfise e a epífise também são envolvidas, e a periostose assume uma configuração irregular.
No entanto, deve-se destacar que em alguns pacientes, particularmente aqueles com tumores malignos no pulmão, a artropatia dolorosa pode ser a manifestação da síndrome, antes do baqueteamento. Esses pacientes podem ser diagnosticados erroneamente como portadores de um tipo inflamatório de artrite.

## Tratamento
O tratamento da HOA secundária centra-se no controlo da doença subjacente, o que pode aliviar os sintomas da HOA, enquanto a HOA primária pode necessitar de tratamento sintomático devido à sua natureza idiopática. Os possíveis tratamentos relacionados a essa doença devem ser indicados por um profissional qualificado da área da saúde.

## História e Origem - Paleopatologia
As descrições de HOA são bastante raras, embora a HOA tenha sido descrita há mais de 100 anos, detalhes sobre os ossos afetados, a sua etiologia e distribuição esquelética, ainda hoje, permanecem pouco explorados na literatura paleopatológica, o que dificulta o diagnóstico em esqueletos, bem como a melhor compreensão da doença.
As primeiras descrições do baqueteamento como um indicativo de doença foram feitas por Hipócrates, mas foram Pierre Marie e Bamberger que descobriram de forma independente, com o avanço das técnicas radiológicas no final do século XIX que era possível observar que essa anomalia nas extremidades estava relacionada com a formação de novo osso periosteal. Ainda hoje, a HOA também é frequentemente conhecida como doença de Pierre Marie–Bamberger, ou osteoartropatia hipertrófica pulmonar.
Arendt e Ullrich (1970) observaram um esqueleto feminino possivelmente afetado por HOA no período eslavo (800 CE.). Já na década de 1990 a aplicação de análises por ativação de neutrões e medições de nível de potássio, magnésio e zinco na análise de novo osso periostal realizada na França, sugeriu que o zinco é indicativo de mineralização óssea ativa no momento da morte, na mesma década, estudos foram realizados num esqueleto medieval na Polônia, bem como dois casos de HOA em seus restos esqueléticos da Mesoamérica Pré-Hispânica (período Formativo – 2000 a.C. a 100 d.C).
No que diz respeito aos estudos diagnósticos paleopatológicos, Rothschild e Rothschild (1998) tentaram reconhecer e distinguir as características de HOA em restos esqueléticos documentados das coleções de esqueletos humanos Hamman-Todd, Grant e Terry. Contudo, só no início dos anos 2000, Mays e Taylor (2002) realizaram e publicaram um estudo osteológico e biomolecular, onde foi concluído que a tuberculose pulmonar foi o fator desencadeante em um dos indivíduos medievais com possível HOA de Wharram Percy, Inglaterra, dos séculos X ao XVI. Um estudo semelhante, investigando ADN de Mycobacterium tuberculosis, foi conduzido por Bathurst e Barta (2004) em restos esqueléticos iroqueses do século XVI de um cão encontrado em Ontário (Canadá). Um diagnóstico de HOA foi feito por von Hunnius (2008), e os mesmos restos foram submetidos a uma análise histológica, com o diagnóstico sendo confirmado. 
Em 2011, Assis, Santos e Robert, realizaram um estudo na coleção identificada da Universidade de Coimbra, Portugal. Os resultados desse estudo, vão ao encontro com estudos clínicos que estabeleceram uma possível associação entre condições pulmonares e HOA. Na Coleção de Esqueletos Identificados de Coimbra, os indivíduos que morreram de tuberculose apresentavam lesões compatíveis com HOA em comparação com indivíduos que morreram de outras causas. Esse estudo, também conseguiu identificar a prevalência de HOA em indivíduos com menos de 45 anos. Este fato pode ser explicado pela idade em que a tuberculose afetava as pessoas na era pré-antibiótica. É notável que, especialmente para a Paleopatologia, os avanços na pesquisa sobre esse tópico podem ser vantajosos tanto do ponto de vista clínico quanto paleopatológico, dado a importância de se entender o mecanismo que leva à formação de novo osso em indivíduos vivos.